# Comuna Petrușivka, Icinea
Petrușivka (în ucraineană Петрушівка) este o comună în raionul Icinea, regiunea Cernihiv, Ucraina, formată din satele Petrușivka (reședința), Proliskî și Vlasivka.

## Demografie
Componența lingvistică a comunei Petrușivka
     Ucraineană (96,36%)
     Rusă (3,45%)
     Alte limbi (0,18%)
Conform recensământului din 2001, majoritatea populației comunei Petrușivka era vorbitoare de ucraineană (96,36%), existând în minoritate și vorbitori de rusă (3,45%).